# Halophryne queenslandiae
Halophryne queenslandiae är en fiskart som först beskrevs av De Vis 1882.  Halophryne queenslandiae ingår i släktet Halophryne och familjen paddfiskar. Inga underarter finns listade i Catalogue of Life.